# Idroseleniuro di sodio
L'idroseleniuro di sodio è un composto inorganico del sodio e del selenio, ed è un sale con formula NaSeH.

## Produzione
L'idroseleniuro di sodio può essere prodotto riducendo il selenio con boroidruro di sodio (NaBH4):
{\displaystyle {\ce {Se\ +\ NaBH4->NaSeH\ +\ BH3_{(g)}}}}
In alternativa può essere ottenuto da etossido di sodio (C2H5ONa) esposto a seleniuro di idrogeno (H2Se):
{\displaystyle {\ce {NaOEt\ +\ H2Se->NaSeH\ +\ HOEt}}}
L'idroseleniuro di sodio non è destinato allo stoccaggio, ma viene utilizzato immediatamente dopo la produzione in una cappa a causa all'odore molto sgradevole del seleniuro di idrogeno.

## Proprietà
L'idroseleniuro di sodio si dissolve in acqua o etanolo. Nell'aria umida l'idroseleniuro di sodio viene trasformato in poliseleniuro di sodio e selenio elementare.
L'idroseleniuro di sodio è anche un agente blandamente riducente.

## Uso
Nella sintesi organica, l'idroseleniuro di sodio e idrogeno è un agente nucleofilo per l'inserimento del selenio.